# Little Battlers eXperience
Danball senki (ダンボール戦機?, Danbōru senki, lett. "Le macchine da guerra del cartone") è un videogioco per console portatili del 2011 prodotto dalla casa giapponese Level-5. Appartiene al genere degli action RPG e ha come protagonisti dei piccoli robot di plastica (alcuni di metallo resistente) chiamati LBX, acronimo di "Little Battler eXperience", manovrati dai personaggi, che combattono fra loro su dei diorama di cartone.
Dal gioco sono stati tratti un manga di Hideaki Fujii, pubblicato dalla Shogakukan sulla rivista CoroCoro Comic nel 2011, e un anime di 44 episodi, prodotto da Oriental Light and Magic e trasmesso da TV Tokyo fra il 2011 e il 2012, entrambi iniziati prima dell'uscita del videogioco. Dopo la conclusione dell'anime doppiato K2 furono messi in commercio i modellini da costruire nei vari negozi. Dopo un anno di trasmissione viene annunciato dalla Nintendo la versione Danball Senki Baku Boost per Nintendo 3DS con il titolo Little Battlers eXperience che uscirà per Nord America il 21 agosto 2015 mentre per Europa il 4 settembre 2015 (Inizialmente era previsto per il mese di novembre).
Dopo il primo videogioco sono stati prodotti due seguiti, Danball senki W e Danball senki wars, e da ognuno sono stati tratti un manga e un anime.

## Ambientazione
Il gioco è ambientato nell'anno 2046, in cui la tecnologia ha fatto passi da gigante ed è enormemente cresciuta. In particolare è stato creato il contenitore rinforzato in grado di resistere ad ogni urto mantenendo intatto il proprio contenuto. Con questo nuovo materiale si è avuta la possibilità di creare degli speciali campi di battaglia dove far combattere gli LBX, robottini di plastica creati da varie società, in precedenza vietati a causa dei loro scopi distruttivi.

## Trama
Quattro anni dopo la creazione del contenitore rinforzato, nell'anno 2050, Van Yamano, uno studente di scuola media tredicenne, si ritrova ad avere un LBX "AX-00", donatogli da una donna misteriosa, contenente una capsula di platino. Un gruppo di LBX lo attacca inaspettatamente e lui è costretto a difendersi con l'AX-00, ma si ritrova poi costretto a nuove battaglie, aiutato dai suoi amici Amy Cohen e Kazuya Walker. Van viene a sapere che suo padre è ancora vivo e che è in atto una cospirazione segreta nel governo. I nemici si rivelano essere l'organizzazione conosciuta come i Sostenitori della Nuova Alba, il cui piano per la conquista del mondo ha a che fare con la capsula di platino interna all'AX-00. Van deve proteggere e custodire l'"AX-00" e la capsula di platino. Insieme a Hanz Gordon, Dak Sendo e Justin Kaido, Van entra a far parte dell'organizzazione antiterroristica detta "L'Organizzazione Anti Spionaggio".

## Personaggi
Van Yamano (山野 バン?, Yamano Ban)
Ha 13 anni ed è il protagonista della serie. A causa della morte prematura di suo padre, l'inventore degli LBX, in un incidente aereo, la madre rifiutava di fargli avere un LBX, finché una donna misteriosa non gli dà l'AX-00. I suoi LBX sono Achilles (アキレス?, Akiresu) e Odin (オーディーン?, Ōdīn).
Doppiato in giapponese da Megumi Kubota e in italiano da Manuel Meli.
Amy Cohen, nome originale Ami Kawamura (川村 アミ?, Kawamura Ami)
Ha 13 anni ed una protagonista. I suoi LBX sono Kunoichi (クノイチ?) e Pandora (パンドラ?).
Doppiata in giapponese da Marina Inoue e in italiano da Ludovica Bebi.
Kazuya Walker, nome originale Kazuya Aoshima (青島 カズヤ?, Aoshima Kazuya)
Ha 13 anni ed è un protagonista. I suoi LBX sono Trooper (Warrior, ウォーリアー?, Wōriā), Hunter (ハンター?, Hantā) e Fenrir (フェンリル?, Fenriru).
Doppiato in giapponese da Daisuke Namikawa e in italiano da Leonardo Graziano.
Justin Kaido, nome originale Jin Kaidō (海道 ジン?, Kaidō Jin)
Ha 13 anni, è un protagonista e il nipote adottivo di Cillian Kaido. I suoi LBX sono The Emperor (ジ・エンペラー?, Ji Enperā), Emperor M2 (エンペラーM2?, Enperā Emu Tsū), Proto Zenon (プロトゼノン?, Puroto Zenon) e Zenon (ゼノン?).
Doppiato in giapponese da Hisafumi Oda e in italiano da Simone Veltroni.
Sostenitori della Nuova Alba, nome originale Innovator (イノベーター?, Inobētā)
Un'organizzazione che è la principale antagonista durante la prima serie.
L'Organizzazione anti Spionaggio (LOAS), nome originale Seeker (シーカー?, Shīkā)
Organizzazione cui si uniscono i protagonisti per combattere i Sostenitori della Nuova Alba.

## Modalità di gioco
Il gioco ha tre modalità:
- Storia principale: storia strutturata secondo lo schema tradizionale del videogioco di ruolo, in cui si interpreta un personaggio che si muove e partecipa a battaglie con gli LBX;
- Battle Mode: modalità in cui si sconfiggono gli LBX avversari con lo scopo di salire di livello e guadagnare oggetti. Per vincere si deve personalizzare al meglio l'LBX;
- Quest BBS (クエストBBS?, Kuesuto bī-bī-esu): missioni secondarie che permettono di ottenere ricompense.

Si possono usare fino a tre personaggi alla volta, di cui il primo è quello che viene controllato dal giocatore, mentre gli altri si muovono automaticamente in base alla strategia (さくせん?, sakusen) selezionata.
Nelle battaglie con gli LBX i personaggi utilizzano il CCM (Control & Communication Manipulator), strumento che li comanda a distanza, in realtà controllato dal giocatore. Nell'universo di Little Battlers eXperience i CCM hanno anche altre funzioni, come l'invio di e-mail, e per questo nel gioco è presente il CCM Menu (ＣＣＭメニュー?, Shī-shī-emu Menyū) in cui si ricevono messaggi.
Gli LBX combattono con le Modalità di Attacco Speciale (Hissatsu Function, 必殺ファンクション?, Hissatsu Fankushon, lett. "Funzioni Micidiali") e gli Special Mode (特殊モード?, Tokushu Mōdo) e si possono personalizzare con diversi oggetti ottenibili in diversi modi che determinano i diversi parametri della forza del robottino:
- le cinque parti delle armature dette Armor Frame (アーマーフレーム?, Āmā Furēmu);
- le armi;
- gli scudi;
- le parti che compongono il Core Box (コアボックス?, Koa Bokkusu), cioè la parte interna allo scheletro principale dell'LBX, il Core Skeleton (コアスケレトン?, Koa Sukereton), che contiene gli elementi fondamentali. Le cinque parti principali sono dette Core Parts (コアパーツ?, Koa Pāttsu) e sono il CPU, il Motor (モーター?, Mōtā), la batteria e la Core Memory (コアメモリー?, Koa Memorī). Oltre a queste possono essere aggiunti elementi detti Hojo Parts (補助パーツ?, Hojo Pāttsu, "Parti di supporto").

Vi sono anche oggetti con effetto temporaneo, da usare durante le battaglie, chiamati Battle Item (バトルアイテム?, Batoru Itemu). Inoltre, durante la battaglia diminuisce il valore indicato dalla barra della "manutenzione", ed è quindi necessario bloccare il gioco e usare degli oggetti detti Maintenance Grease (メンテナンスグリス?, Mentenansu Gurisu) per riempirla di nuovo; la diminuzione del valore indicato dalla barra fa guadagnare Tune-up Point (チューンアップポイント?, Chūn'appu Pointo), i punti che migliorano le armature.

## Versioni e distribuzione
Il gioco è stato pubblicato in tre diverse versioni, tutte uscite solo in Giappone:
- Danball senki (ダンボール戦機?, Danbōru senki) per PlayStation Portable, pubblicato il 16 giugno 2011;
- Danball senki boost (ダンボール戦機 BOOST?, Danbōru senki būsuto) per Playstation Portable, pubblicato il 23 novembre 2011;
- Danball senki baku boost (ダンボール戦機 爆ブースト?, Danbōru senki baku būsuto, "Danball senki - Spinta esplosiva") per Nintendo 3DS, pubblicato il 5 luglio 2012 in Giappone[1] e successivamente anche in Nord America ed Europa corrispettivamente il 21 agosto ed il 4 settembre 2015.

La versione Boost è un remake con nuovi LBX e armature e nuove caratteristiche nelle modalità di gioco, per esempio ogni personaggio ha una propria abilità per la personalizzazione degli LBX e può salvare un proprio set pronto di elementi per personalizzare l'LBX, da applicare senza doverlo ricostruire, caratteristica che rimarrà in tutti i giochi successivi. Inoltre, si può accedere, dopo aver completato la storia, ad uno scenario addizionale detto Episode 0 (エピソード0?, Episōdo Zero) che introduce il protagonista del secondo videogioco, Hiro Hughes (Hiro Ōzora).
La versione Baku boost introduce nuovi LBX e nuovi personaggi, tra cui tre protagonisti del secondo gioco: Van più grande, Hiro Hughes e Ran Hanasaki. Anche in questa versione è incluso l'Episode 0.
Nelle versioni Boost e Baku boost viene aggiunta la possibilità di usare due spade e due pistole, assente nella prima versione.

## Sigle
Prima versione
- sigla di apertura: Great Future War dei Little Blue boX;
- sigla di chiusura: Little smile di Megu Sakuragawa.[2]

Versione Boost
- sigla di apertura: Fighting Pose (ファイティングポーズ?, Faitingu Pōzu) dei Little Blue boX;
- sigla di chiusura: Ai ni ikō! (会いに行こう！? lett. "Vai all'incontro!") di Hiroki Maegawa.[3]

Versione Baku Boost
- sigla di apertura: Sanmi ittai (三位一体? lett. "Trinità") dei Little Blue boX (è anche la seconda sigla di apertura della seconda serie anime, Danball senki W);
- sigla di chiusura: Ai ni ikō! (会いに行こう！? lett. "Vai all'incontro!") di Hiroki Maegawa.[4]

## Opere derivate

### Manga
Una serie manga di Hideaki Fujii intitolata Danball senki è stata pubblicata sulla rivista CoroCoro Comic di Shogakukan dal 15 gennaio 2011 (numero di febbraio) fino al 15 dicembre 2011 (numero di gennaio 2012). Il manga è stato raccolto in tankōbon insieme a Danball senki W, la serie tratta dall'omonimo secondo videogioco, come un'unica serie di 6 volumi, con il titolo Danball senki, pubblicata dal 28 giugno 2011 al 28 marzo 2013. La prima serie è stata raccolta nei primi 3 volumi, che sono i seguenti:
| Nº | Titolo (traslitterazione ufficiale) Giapponese 「Kanji」 - Rōmaji | Data di prima pubblicazione            | Data di prima pubblicazione |
| Nº | Titolo (traslitterazione ufficiale) Giapponese 「Kanji」 - Rōmaji | Giapponese                             |                             |
| 1  | Danball senki 1 「ダンボール戦機 1」 - Danbōru senki 1            | 28 giugno 2011 ISBN 978-4-09-141298-0  |                             |
| 2  | Danball senki 2 「ダンボール戦機 2」 - Danbōru senki 2            | 28 ottobre 2011 ISBN 978-4-09-141344-4 |                             |
| 3  | Danball senki 3 「ダンボール戦機 3」 - Danbōru senki 3            | 27 gennaio 2012 ISBN 978-4-09-141385-7 |                             |

Oltre alla serie principale, sono state pubblicate due storie singole (one shot) relative al primo videogioco, scritte e disegnate da Hiroyuki Takei con lo pseudonimo di HIRO. La prima, intitolata Danball senki - Kaidō Jin gaiden (ダンボール戦機 海道ジン外伝?, Danbōru senki - Kaidō Jin gaiden, lett. "Danball senki - Storia parallela di Jin Kaidō"), è stata pubblicata sul numero dell'estate 2011 della rivista quadrimestrale CoroCoro G, uscito il 29 luglio 2011. La seconda, dal titolo Danball senki - BOOST gaiden (ダンボール戦機 BOOST外伝?, Danbōru senki - BOOST gaiden, lett. "Danball senki - Storia parallela di Boost"), è stata pubblicata sul numero dell'inverno 2011 della stessa rivista, uscito il 30 novembre 2011. Le due storie sono state poi raccolte nel volume dal titolo Danball senki gaiden (ダンボール戦機外伝?, Danbōru senki gaiden, lett. "Danball senki - Storia parallela"), uscito il 14 marzo 2014 (ISBN 978-4-09-141778-7), insieme ad una storia inedita relativa al terzo videogioco, intitolata Danball senki wars gaiden (ダンボール戦機ウォーズ外伝?, Danbōru senki wōzu gaiden, lett. "Danball senki wars - Storia parallela").

### Anime
La serie anime, ispirata al primo videogioco e intitolata in Giappone Danball senki, è stata prodotta da OLM per la regia di Naohito Takahashi e mandata in onda da TV Tokyo dal 2 marzo 2011 all'11 gennaio 2012 per un totale di 44 episodi. Il giorno dopo la trasmissione gli episodi venivano pubblicati anche per lo streaming su internet.
La serie è stata doppiata in italiano, con il titolo Little Battlers eXperience, e trasmessa in Italia su K2 in due blocchi: i primi 26 episodi sono andati in onda dal 10 marzo al 14 aprile 2014, i restanti dal 23 maggio al 17 giugno 2014.

Nella versione italiana dell'anime i nomi dei personaggi sono stati in parte modificati e le Modalità di Attacco Speciale e gli Special Mode hanno ricevuto nomi in italiano, che non necessariamente sono traduzioni degli originali, che sono in giapponese o inglese; sono stati cambiati anche i nomi di alcuni LBX e di alcune armi.

#### Sigle
Sigle di apertura originali
1. 1 Dream (1ドリーム?, Wan Dorīmu) dei Little Blue boX, episodi 1-24;
2. Ishindenshin (以心伝心? lett. "Comunanza di pensieri") dei Little Blue boX, episodi 25-44.

Sigle di chiusura originali
1. Boku no chokinbaku (僕の貯金箱? lett. "Il mio salvadanaio") di Hiroki Maekawa, episodi 1-24;
2. Himitsu kichi (ヒミツキチ? lett. "Base segreta") di Hiroki Maekawa, episodi 25-44.

La sigla di apertura e chiusura italiana, il cui titolo non è accreditato, è dei Raggi Fotonici. Per la sigla sono usate parte delle immagini della prima sigla di apertura originale, con i titoli in italiano, diversi nella versione iniziale e in quella finale; quest'ultima è più breve e mancano alcune immagini.

## Seguiti
Dopo il primo videogioco ne sono stati prodotti altri due, e da ognuno di essi sono stati tratti, con lo stesso titolo, un manga, scritto e disegnato da Hideaki Fujii e pubblicato da Shogakukan sulla rivista CoroCoro Comic, e un anime, prodotto da OLM e trasmesso da TV Tokyo.
Il secondo videogioco è Danball senki W (ダンボール戦機W?, Danbōru senki daburu, lett. "Le macchine da guerra del cartone - Doppio"), pubblicato nel 2012 per PlayStation Portable e PlayStation Vita e nel 2013 per Nintendo 3DS nella versione Danball senki W super custom (ダンボール戦機W 超カスタム?, Danbōru senki daburu sūpā kasutamu, lett. "Le macchine da guerra del cartone - Doppio - Super personalizzato"). Fra il 2012 e il 2013 è stato pubblicato il manga, poi raccolto in tankōbon insieme al primo manga come un'unica serie di sei volumi, dal titolo Danball senki. Sempre fra il 2012 e il 2013 è stato trasmesso l'anime, di 58 episodi. È stato prodotto anche il film d'animazione Gekijōban Inazuma Eleven GO vs Danball senki W (劇場版イナズマイレブンGO vs ダンボール戦機W?, Gekijōban Inazuma Irebun Gō buiesu Danbōru senki daburu, lett. "Inazuma Eleven GO contro Danball senki W - Il film"), uscito in Giappone il 1º dicembre 2012, che è un crossover tra Danball senki W e Inazuma Eleven GO, anime appartenente ad un'altra serie di videogiochi e anime della Level-5, Inazuma Eleven.
Il terzo videogioco è Danball senki wars (ダンボール戦機WARS?, Danbōru senki wōzu, lett. "Guerre delle macchine da guerra di cartone"), pubblicato nel 2013 solo per Nintendo 3DS, che appartiene anche al genere del videogioco di simulazione di guerra. Sempre nel 2013 è stato pubblicato il manga, raccolto poi in due volumi mantenendo il suo titolo, ed è stato trasmesso l'anime, di 37 episodi.
Dopo la conclusione della terza serie anime, è stato prodotto un film a episodi derivato in parte da Danball senki e in parte da Inazuma Eleven, la serie di videogiochi e anime con cui era già stato prodotto il film crossover. Il film è identificato con il titolo di uno degli episodi, Inazuma Eleven - Chō jigen dream match (イナズマイレブン 超次元ドリームマッチ?, Inazuma Irebun - Chō jigen dorīmu macchi, lett. "Inazuma Eleven - Partita da sogno ultra-dimensionale"), ed è uscito nei cinema giapponesi il 13 giugno 2014.